# Seznam bratislavských parků

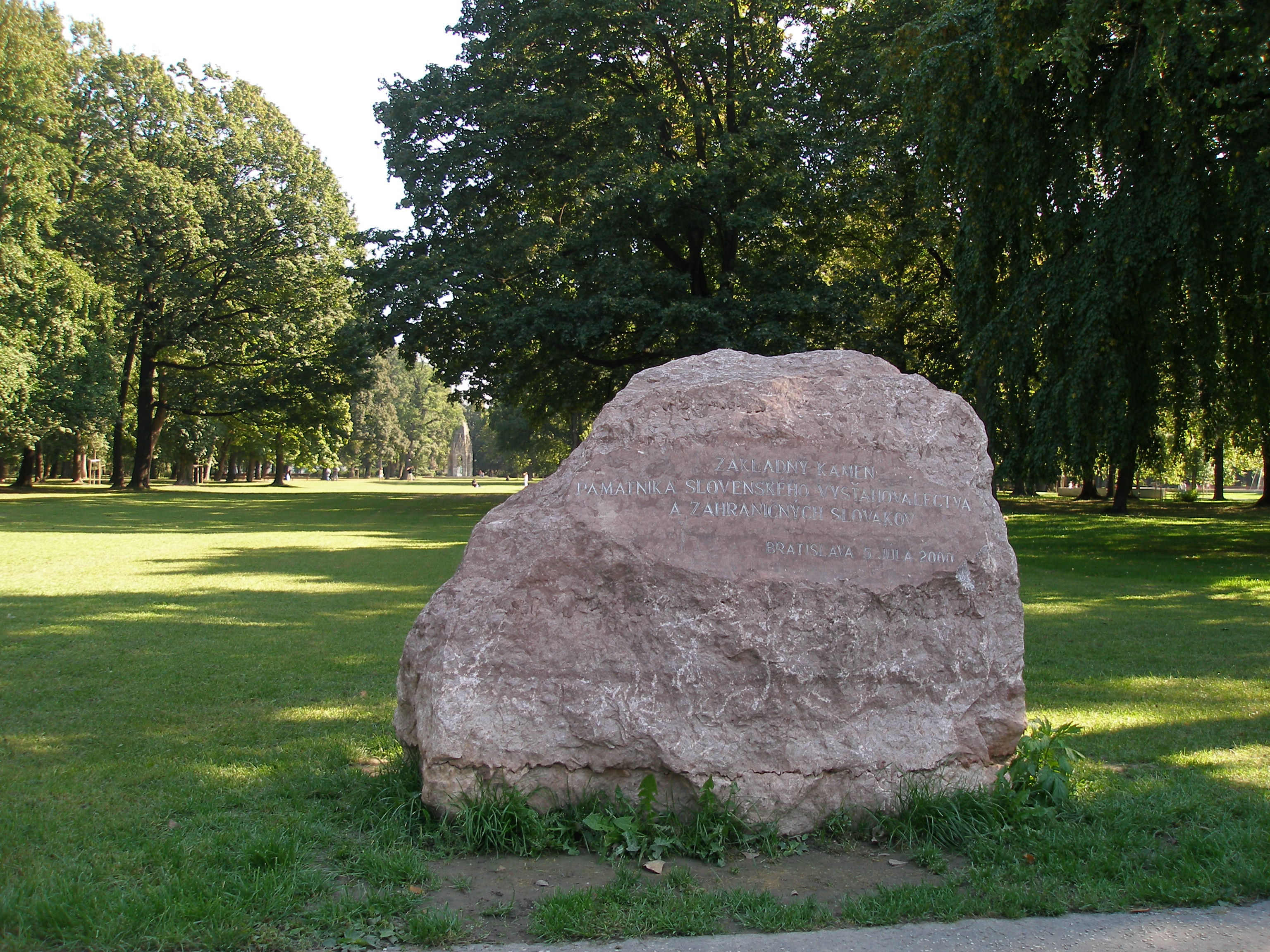
Sad Janka Krále, nejstarší bratislavský park

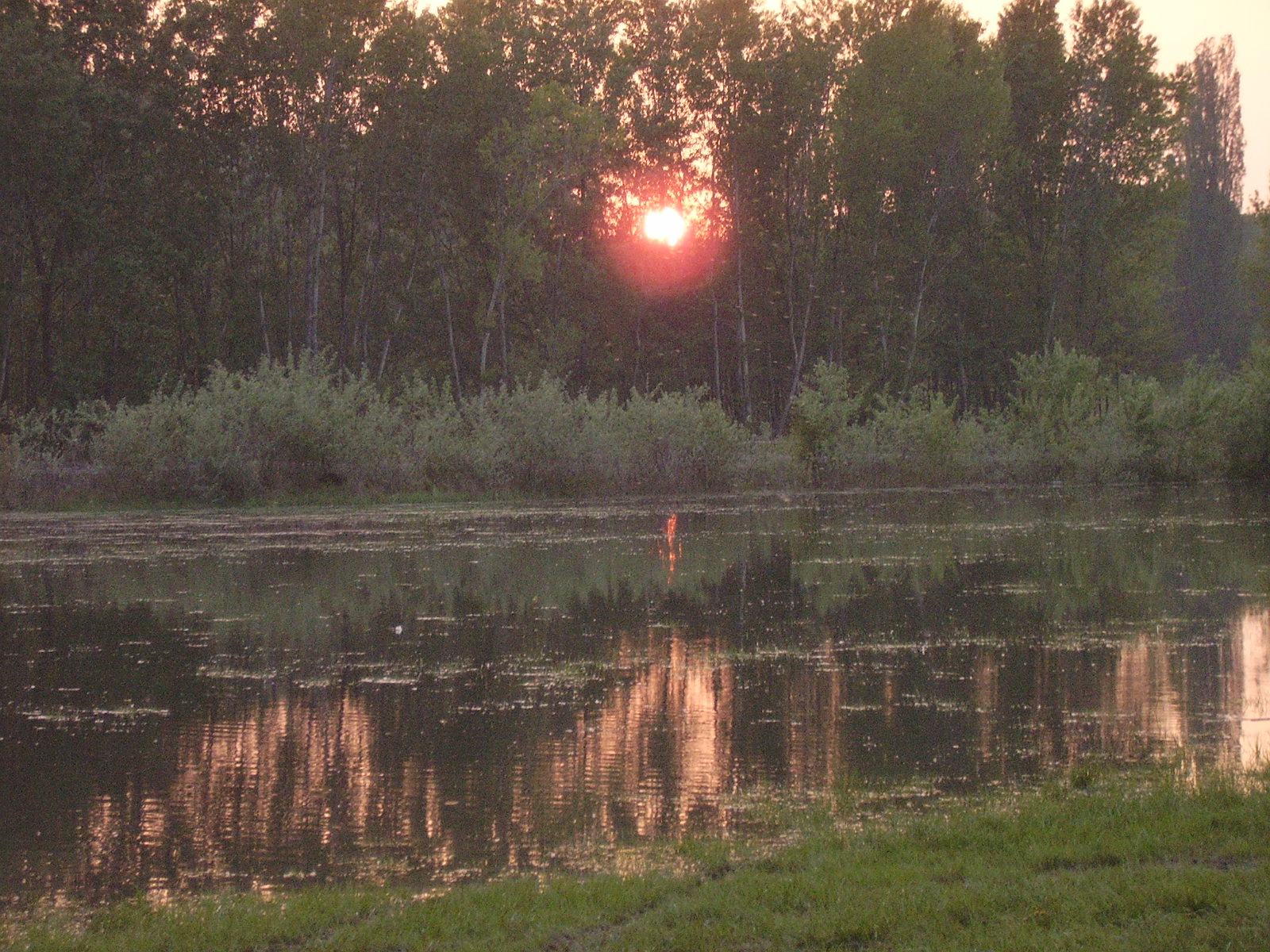
Dunajské luhy

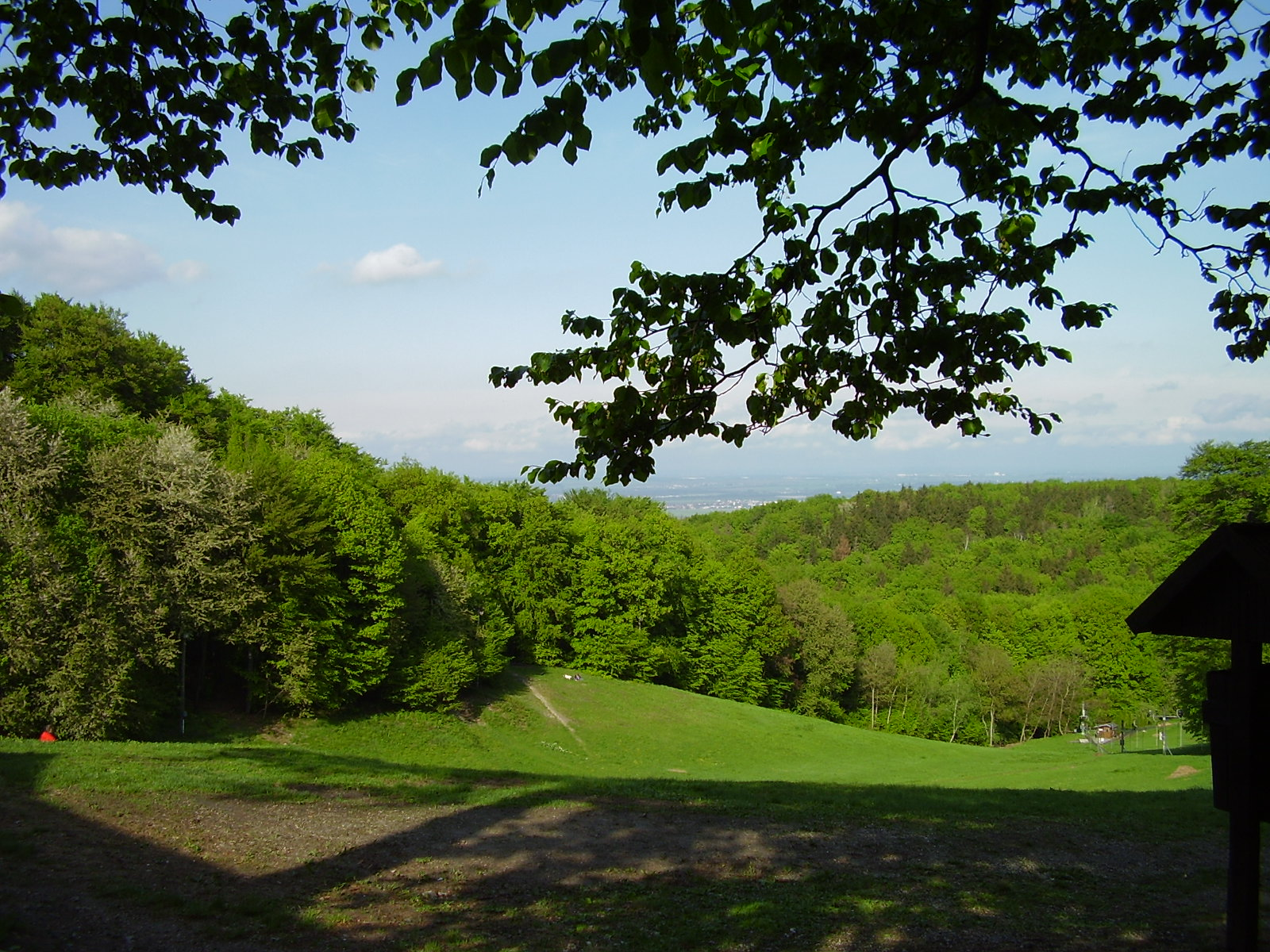
Koliba

Tato stránka obsahuje seznam městských a lesních parků na území Bratislavy, jakož i chráněné přírodní rezervace.

## Největší parky
- Bratislavský lesní park (Nové Město, Rača, Záhorská Bystrica)
- Dunajské luhy (Petržalka, Jarovce, Rusovce, Čunovo)
- Horský park (Staré Město)
- Lesopark Vrakuňa (Vrakuňa)
- Medická zahrada (Staré Město)
- Park Andreje Hlinky (Ružinov)
- Park na Pekníkové (Dúbravka)
- Park Račianske mýto (Nové Město)
- Park v Rusovcích (Rusovce)
- Pečnianský les (Petržalka)
- Prezidentská zahrada (Staré Město)
- Sad Janka Krále (Petržalka)
- Park SNP (Karlova Ves)
- Soví les (Petržalka)

## Ostatní plochy
- Americké náměstí (Staré Město)
- Hviezdoslavovo náměstí (Staré Město)
- Kollárovo náměstí (Staré Město)
- Námestie Slobody (Bratislava) (Staré Město)
- Nobelovo náměstí (Petržalka)
- Park kultury a oddechu (Staré Město)
- Park na Markové (Petržalka)
- Římský parčík (Rusovce)
- Šafárikovo náměstí (Staré Město)
- Tyršovo nábřeží (Petržalka)
- Vajanského nábřeží (Staré Město)